# Zbydniowice
Zbydniowice – obszar Krakowa wchodzący w skład Dzielnicy X Swoszowice. W Zbydniowicach znajduje się najdalej na południe wysunięty fragment terenu, należący do granic administracyjnych Krakowa, którego granicą przebiega rzeka Wilga. Włączone do Krakowa 1 stycznia 1986, choć 20 ha wsi Zbydniowice włączono do Krakowa już 1 stycznia 1973.